# 司徒尔
司徒尔（1840年12月2日—1913年1月），美南长老会传教士，在中国杭州传教46年（1868-1913）。司徒雷登之父。

## 生平
1840年12月2日，司徒尔生于美国肯塔基州的谢尔比维尔（Shelbyville），一个知名的长老会牧师家族。父亲大卫·托德·司徒尔特（David Todd Stuart），是当地的司徒尔特女子学院（Stuart Female College）的创建人和院长。
司徒尔先后就读于宾夕法尼亚州的华盛顿与杰弗逊学院（Washington and Jefferson College）以及肯塔基州的森特里学院（Centre  College），1861年毕业。1865年进入普林斯顿神学院。在这里，他听到在中国传教的长老会传教士倪维思（John L Nevius）的信息，决心到海外传教。
1868年，司徒尔从普林斯顿毕业，受美南长老会差会派遣，和胡思登、郝理美一同到中国传教。他们从纽约出发，经过巴拿马地峡、旧金山，历时两个月，在上海登陆，前往美南长老会在中国的第一个传教基地杭州。这是美南长老会进入中国传教的第二年，在他们之前仅有应司理（E B Inslee）一名传教士。起初，他们落脚在杭州城南俯视官员居住区的城隍山（吴山）山坡上，后来官员的儿子患病，要求南长老会搬迁到城北天水桥畔毁于太平天国战火的荒地，是杭州最贫穷的地区之一。他们建造了2间平房作为简易布道所，命名为“胡郝礼拜堂”。
1872年，美南长老会派遣司徒尔和杜步西牧师夫妇来苏州传道，在养育巷购地建教堂，即“思杜堂”的前身。
1874年，34岁的司徒尔因健康原因回国休假，娶了阿拉巴马州莫比尔的一位女校长玛丽·霍顿（Mary Louisa Horton），她的父亲古斯塔瓦斯·赫顿（Gustavus Horton）是当地的法官。新婚夫妇在夏天回到杭州。这一年，由司徒尔主持，拆除了简易布道所，新建一座礼拜堂，命名为天水堂，司徒尔担任主任牧师，并且建造了传教士住宅楼和男女学堂，形成一片占地80亩的建筑群。大院旁边形成了一条街巷，名为耶稣堂弄。
1913年1月，司徒尔在杭州病逝，享年73岁，在华传教46年。安葬于杭州九里松墓地。司徒尔去世后，美南长老会为了纪念他的功绩，于1915年在众安桥建造湖山堂，1917年建成。